# Putineiu (Teleorman)
Putineiu is een Roemeense gemeente in het district Teleorman.
Putineiu telt 2537 inwoners.